# St. Nikolaus (Babenhausen)
Die evangelische Stadtkirche St. Nikolaus im hessischen Babenhausen ist eine mittelalterliche Kirche. Sie ist ein Kulturdenkmal aufgrund des Hessischen Denkmalschutzgesetzes.  Die Kirchengemeinde gehört zum Dekanat Vorderer Odenwald der Propstei Starkenburg der Evangelischen Kirche in Hessen und Nassau.

## Baugeschichte

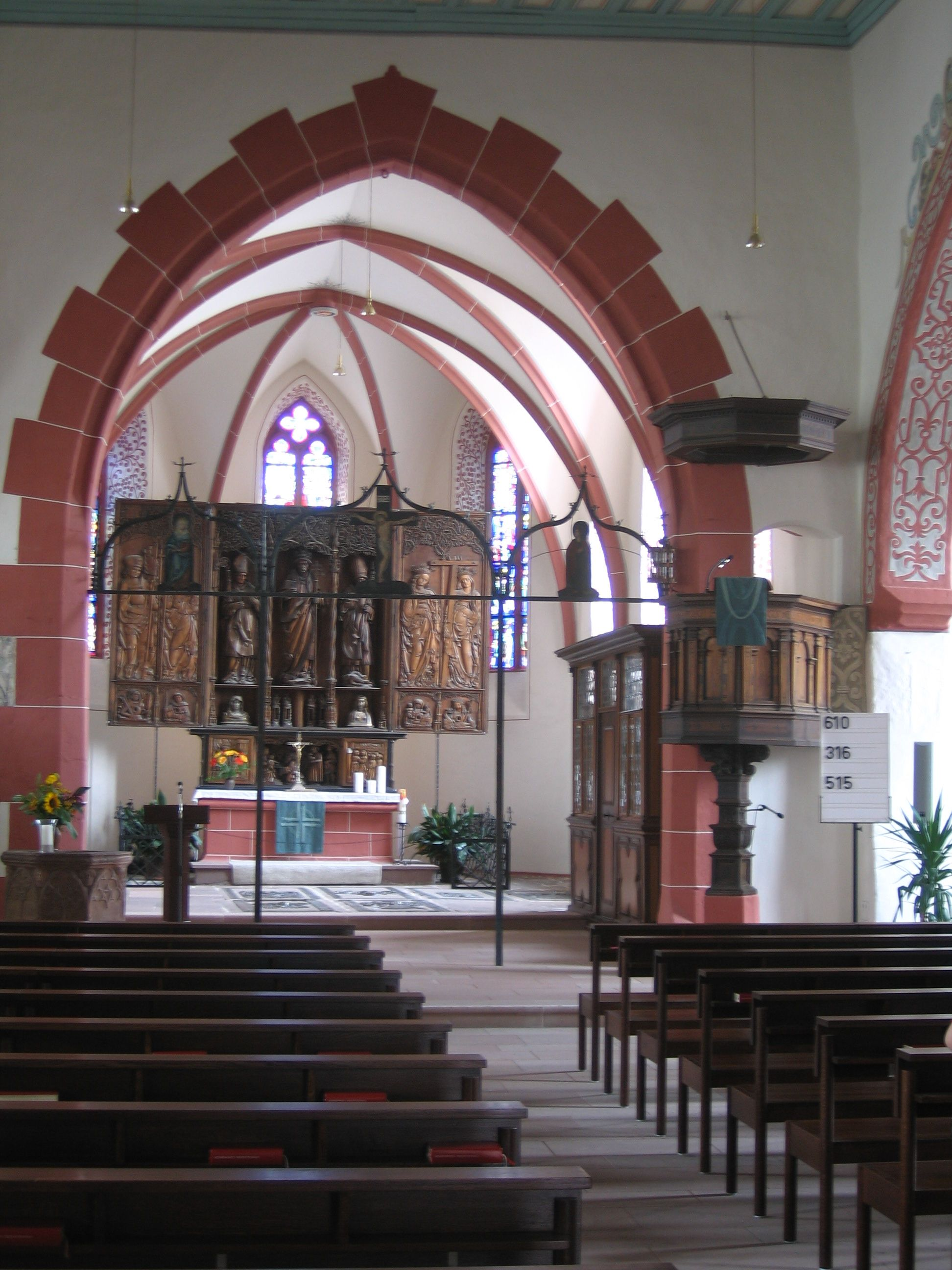
Mittelschiff und Chor, durch den Lettner abgetrennt

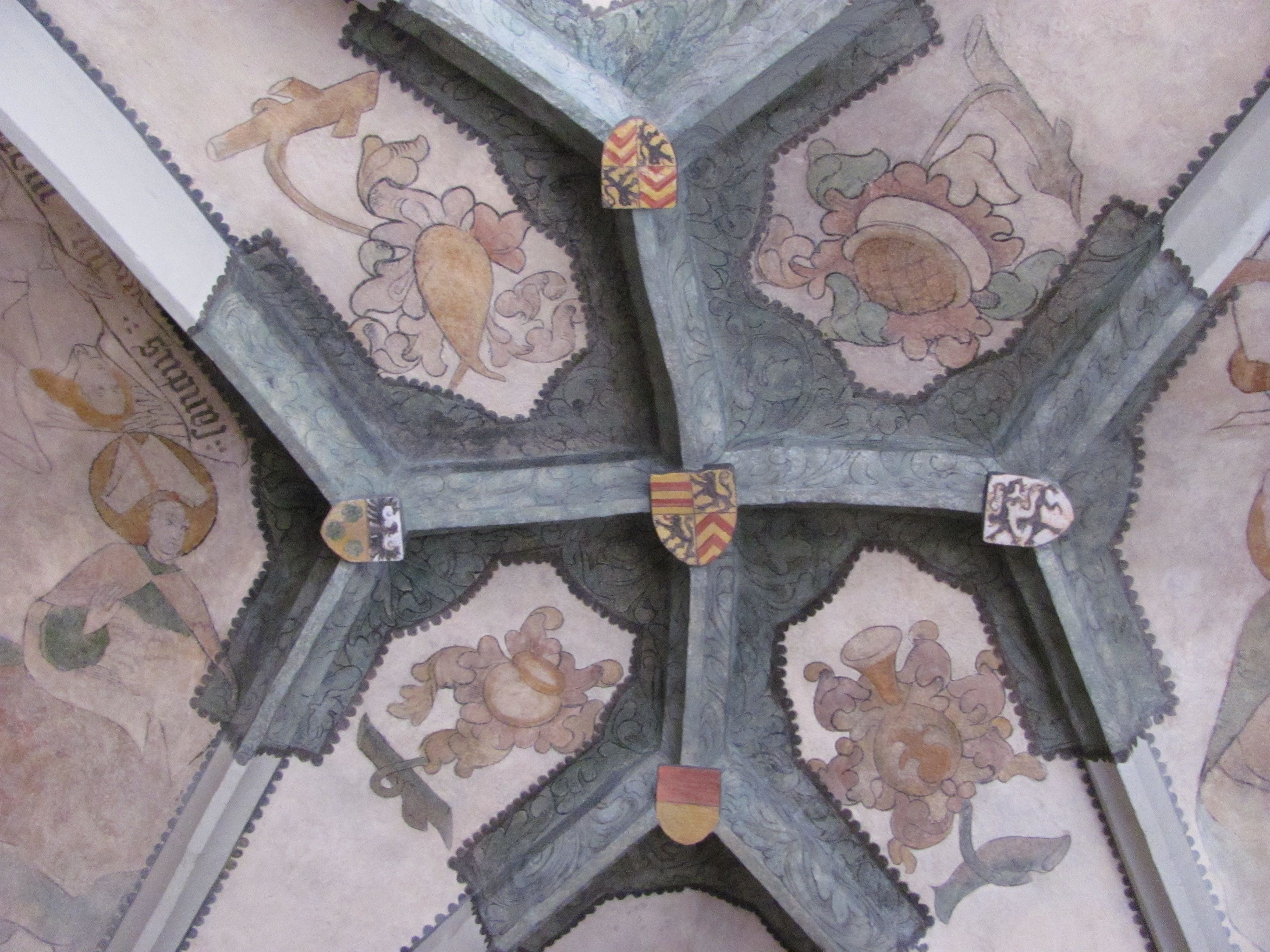
Wappensteine (u. a.: Hanau-Lichtenberg) im Gewölbe der Seitenkapelle (Sakristei)

Die älteste erhaltene Erwähnung der Kirche soll eine Urkunde des Papstes Urban IV. aus dem Jahr 1262 verzeichnen. Es ist aber nicht bekannt, wo sich diese befindet. Die Nachricht beruht auf einer Tradition in der Literatur, die ins 18. Jahrhundert zurück reicht. In der Gegenüberlieferung der Urkunden dieses Papstes ist die Urkunde nicht verzeichnet, der überlieferte Text nennt – im Gegensatz zum üblichen Formular der Papsturkunden dieser Zeit – das Patrozinium nicht.
Die Kirche soll in der ersten Hälfte des 13. Jahrhunderts gegründet worden sein. Aus dieser Zeit ist baulich heute allerdings nichts mehr erkennbar. Ältester erhaltener Teil sind die unteren Partien des romanischen Turms. Die zugehörende Kirche wurde im 14. Jahrhundert abgerissen und in zwei Bauabschnitten durch eine neue ersetzt. Der erste dieser Bauabschnitte umfasste den heute noch erhaltenen gotischen Chor, begonnen im Jahr 1383, mit 5/8-Schluss. Dessen heutige Einwölbung stammt allerdings erst aus dem Jahr 1939, da die ursprüngliche im 16. Jahrhundert abgebrochen wurde. Um 1400 wurde dem Chor eine Seitenkapelle zugefügt.
Nachdem Babenhausen durch die Teilung der Grafschaft Hanau 1458 zur Residenz der jüngeren Linie der Grafen von Hanau wurde, die sich etwas später als Grafen von Hanau-Lichtenberg bezeichneten, musste auch die Kirche ihrer Residenzstadt entsprechend aufgewertet werden. So wurde als zweiter Bauabschnitt 1472 das noch heute erhaltene gotische Kirchenschiff errichtet. Es ist eine flach gedeckte Stufenhalle mit vier Jochen.

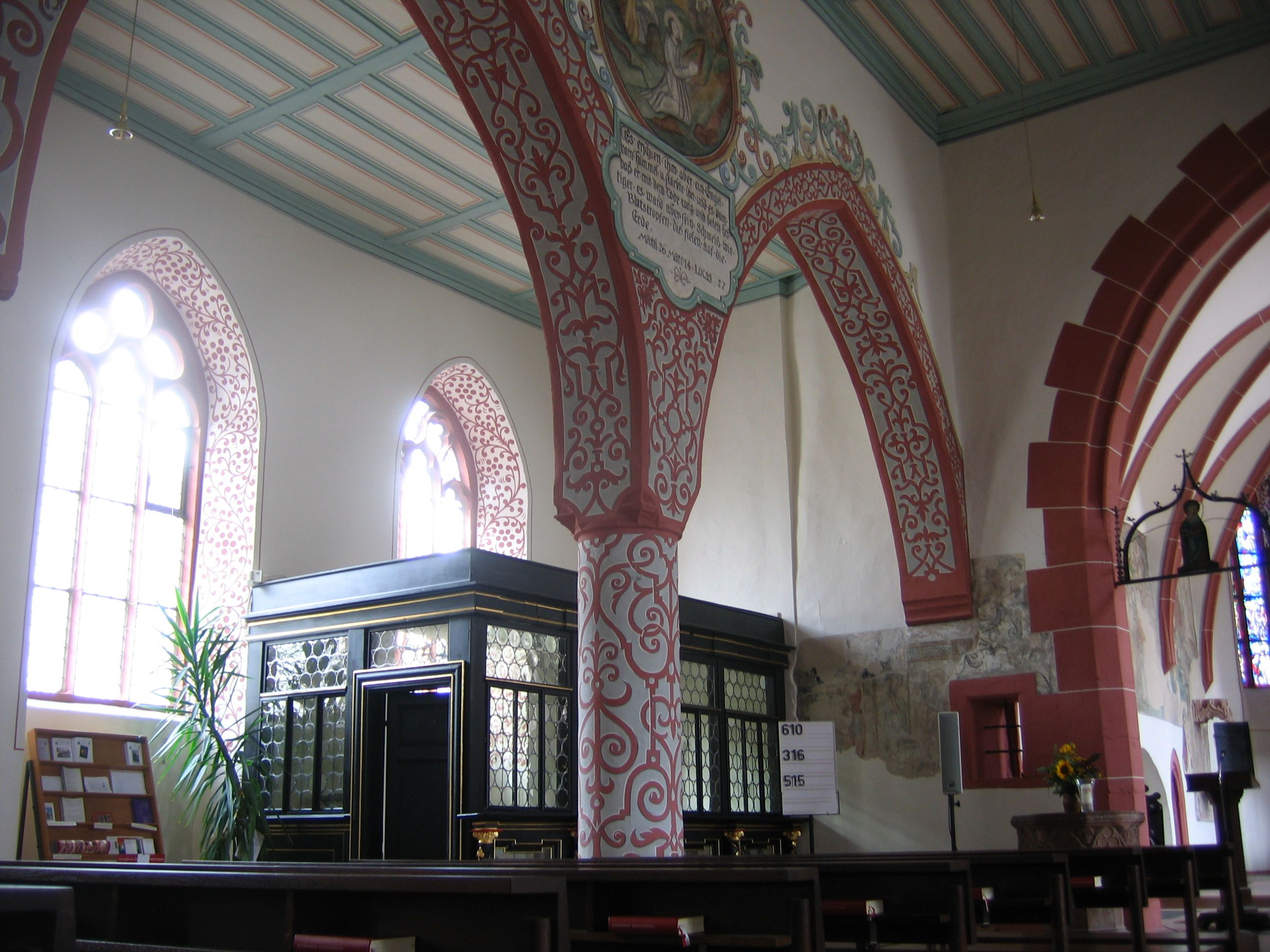
Blick ins nördliche Seitenschiff mit herrschaftlicher Loge

Nach der Reformation wurden ab dem Jahr 1557 wesentliche Umbauten im Inneren der Kirche vorgenommen, 1561 Emporen an drei Seiten des Langhauses eingefügt. 1594 ließ der spätere Graf Johann Reinhard I. von Hanau-Lichtenberg, der als Erbgraf in Babenhausen residierte, das Langhaus ausgestalten und ausmalen und die Kirche erhielt eine Kanzel.
1608 wurde der Kirchturm durch einen Wirbelsturm zerstört. Der Wiederaufbau zog sich bis 1614 hin. Zweihundert Jahre später, im Jahr 1811, wurde die Turmspitze durch einen Brand zerstört und musste abermals erneuert werden. 1861 wurde der Fußboden der Kirche um 48 cm höher gelegt, weil sich zwischenzeitlich die Oberfläche des angrenzenden Marktplatzes durch eingetragenes Material erhöht hatte.
In den Jahren 1939 und 1940 erfolgte eine umfangreiche Renovierung des Innenraums. So wurden die Emporen abgebaut, nur die untere Etage des Grafengestühls an der Nordseite blieb stehen. Kurze Zeit später wurde die Kirche allerdings durch Bomben im Zweiten Weltkrieg schwer beschädigt.

## Ausstattung

### Wandmalereien
Die Wandmalereien stammen aus den unterschiedlichsten Epochen. Die ältesten befinden sich an der Nordwand des Chores, gehören zu seiner ursprünglichen Ausstattung und sind so noch vor 1400 anzusetzen. Dargestellt sind der Tod Marias und das Weltgericht.
Auch das Langhaus wurde um 1480 mit einem umfangreichen Bildprogramm ausgestattet, von dem noch Reste vorhanden sind und nach der letzten Renovierung auch gezeigt werden. Sie werden zum Teil durch jüngere Malerei überdeckt, so die Medaillonmalereien von Eberhard Fischer um 1620 und die manieristische Ornamentmalerei, mit der die Säulen und Bögen des Langhauses um 1590 verziert wurden.
Die Wandmalereien wurden auf Anweisung der Kirchenleitung 1722 übertüncht. Erst bei der Renovierung 1939/1940 wurden sie davon befreit.

### Altar

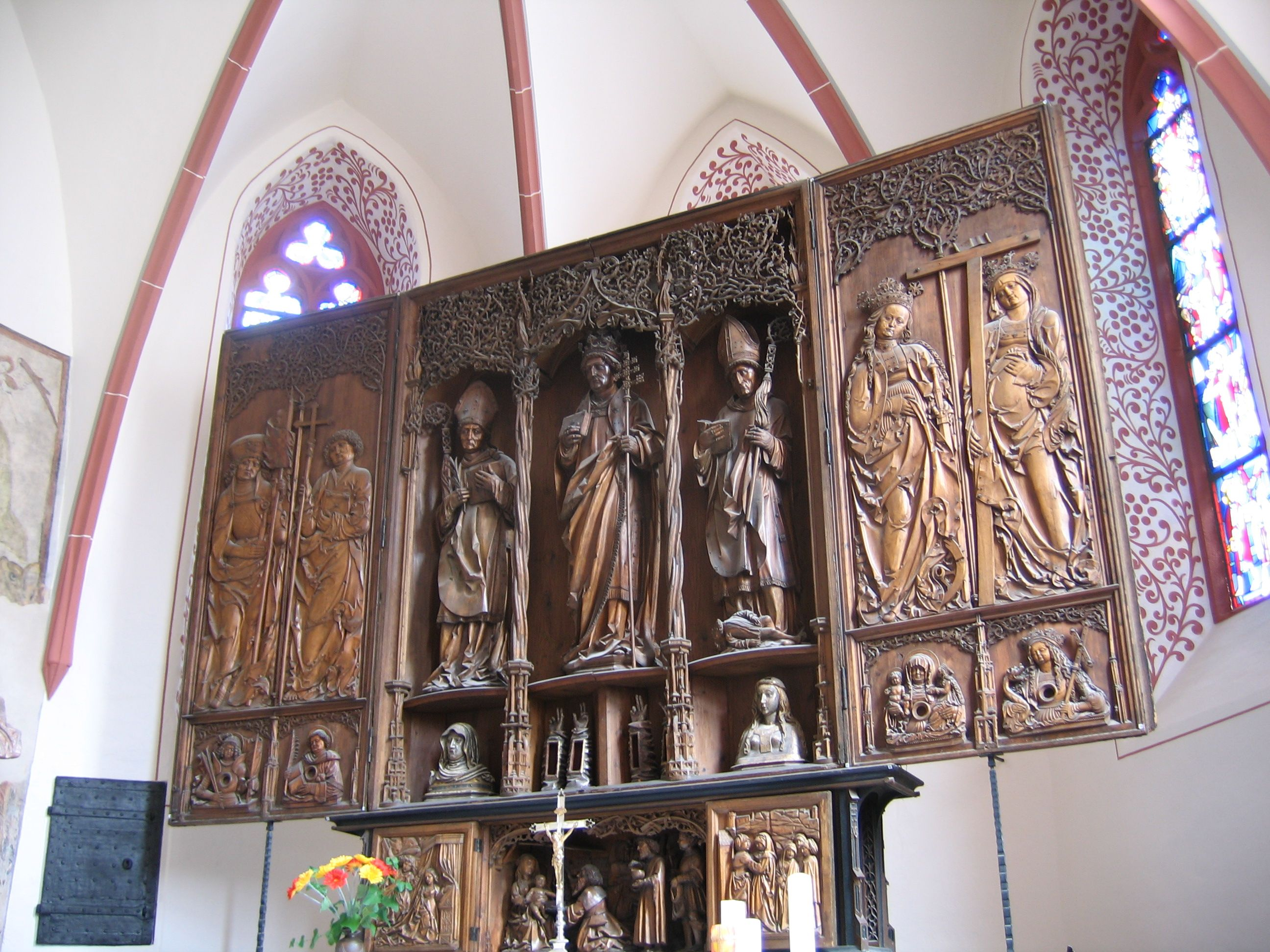
Babenhausener Altar

Der geschnitzte Flügelaltar aus dem zweiten Jahrzehnt des 16. Jahrhunderts ist das wertvollste Ausstattungsstück der Kirche.

### Weitere Ausstattungsgegenstände
- Der Taufstein stammt aus dem 15. Jahrhundert, wurde im Zuge der Reformation 1545 aus der Kirche entfernt, überstand die Zeit im damaligen Pfarrgarten und wurde im 19. Jahrhundert in die Kirche zurückgebracht.
- Das Herrschaftsgestühl, das am Ostende des nördlichen Seitenschiffs steht, ist der letzte Rest der Emporen-Architektur, die nach der Reformation in die Kirche eingebaut wurde. Ursprünglich war es zweigeschossig, das obere Geschoss wurde mit den Emporen 1939 entfernt.
- Die Buntglasfenster im Chor wurden 1954/1957 eingefügt.
- Der Chor ist mittels eines schmiedeeisernen Lettners vom Mittelschiff abgetrennt.

### Die Kirche als Grablege

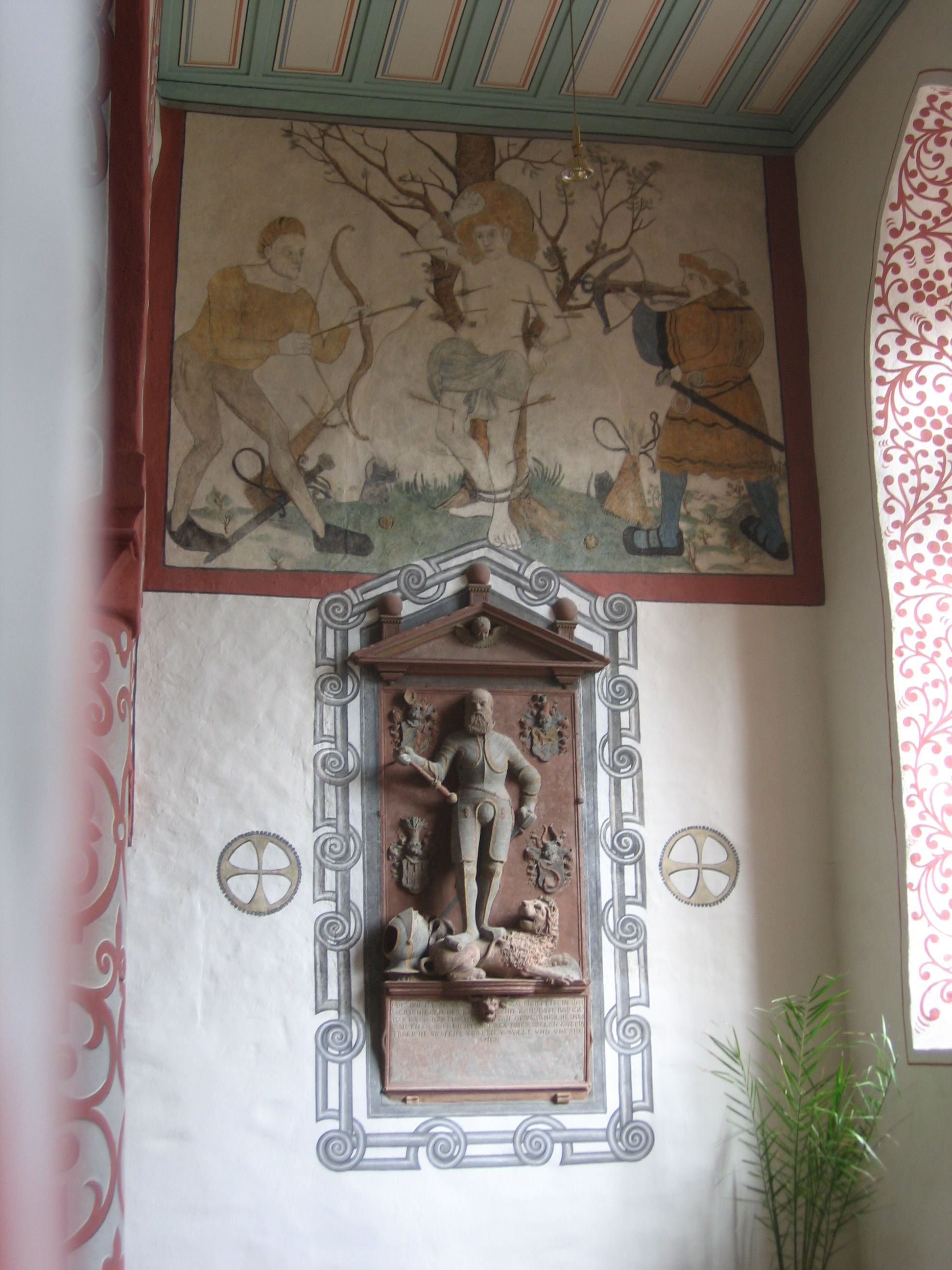
Grabmal des Hanauer Amtmanns Burkhard von Hertingshausen

Die Kirche diente seit 1475 als Begräbnisstätte der Grafen von Hanau-Lichtenberg. In der Gruft unter dem Chor sollen 16 Angehörige des Hauses Hanau-Lichtenberg begraben sein. Im Chor befinden sich darüber hinaus Epitaphien und Grabplatten einiger dieser Personen. An der Südwand des Chors eingelassen sind die Epitaphien für Philipp I., den Älteren, von Hanau-Lichtenberg, seine Frau Anna von Lichtenberg und zwei ihrer früh verstorbenen Kinder, Johann und Dieter. Sie wurden von Hans Merckel geschaffen. Im Boden vor dem Altar sind die Grabplatten eingelassen von:
- Philipp III. von Hanau-Lichtenberg (westliche Reihe)
- Markgräfin Sibylle von Baden-Sponheim, seine Frau (westliche Reihe)
- Philipp I. von Hanau-Babenhausen (östliche Reihe)
- Anna von Lichtenberg, seine Frau (östliche Reihe)
- Philipp II. von Hanau-Lichtenberg (östliche Reihe)
- Anna von Isenburg, seine Gattin (östliche Reihe)
- Johann von Hanau (nördlich des Hochaltars)

Darüber hinaus finden sich in der Kirche eine Reihe von Grabmälern anderer Prominenter. Hervorzuheben ist das Renaissance-Grabmal des Ritters Burkhard von Hertingshausen, der 1570 verstarb, an der Ostwand des Südschiffes des Langhauses.

## Renovierung
Mit der jüngsten Renovierung, die – mit Vorarbeiten – von 2001 bis 2006 dauerte, wurde die ursprüngliche Fußbodenhöhe wieder hergestellt. Der Eintrag von Material im 19. Jahrhundert hatte dazu geführt, dass sich Feuchtigkeit in das Mauerwerk gesaugt hatte. Der Marktplatz wurde in seiner Höhe angepasst, zur Kirche hin abgesenkt und neu gepflastert. Die Fundamente wurden trockengelegt, beschädigtes Mauerwerk saniert. Die Kirche erhielt einen neuen Sandstein-Fußboden, die Kirchenbänke wurden ersetzt und eine neue Heizung installiert. Die Wandgemälde wurden restauriert. Auch Dachstuhl und Turm wurden saniert und ein neuer Glockenstuhl eingebaut.
Für die vorbildliche Sanierung der Stadtkirche wurde der evangelischen Kirchengemeinde Babenhausen 2009 vom Landesamt für Denkmalpflege Hessen der Hessische Denkmalschutzpreis verliehen.

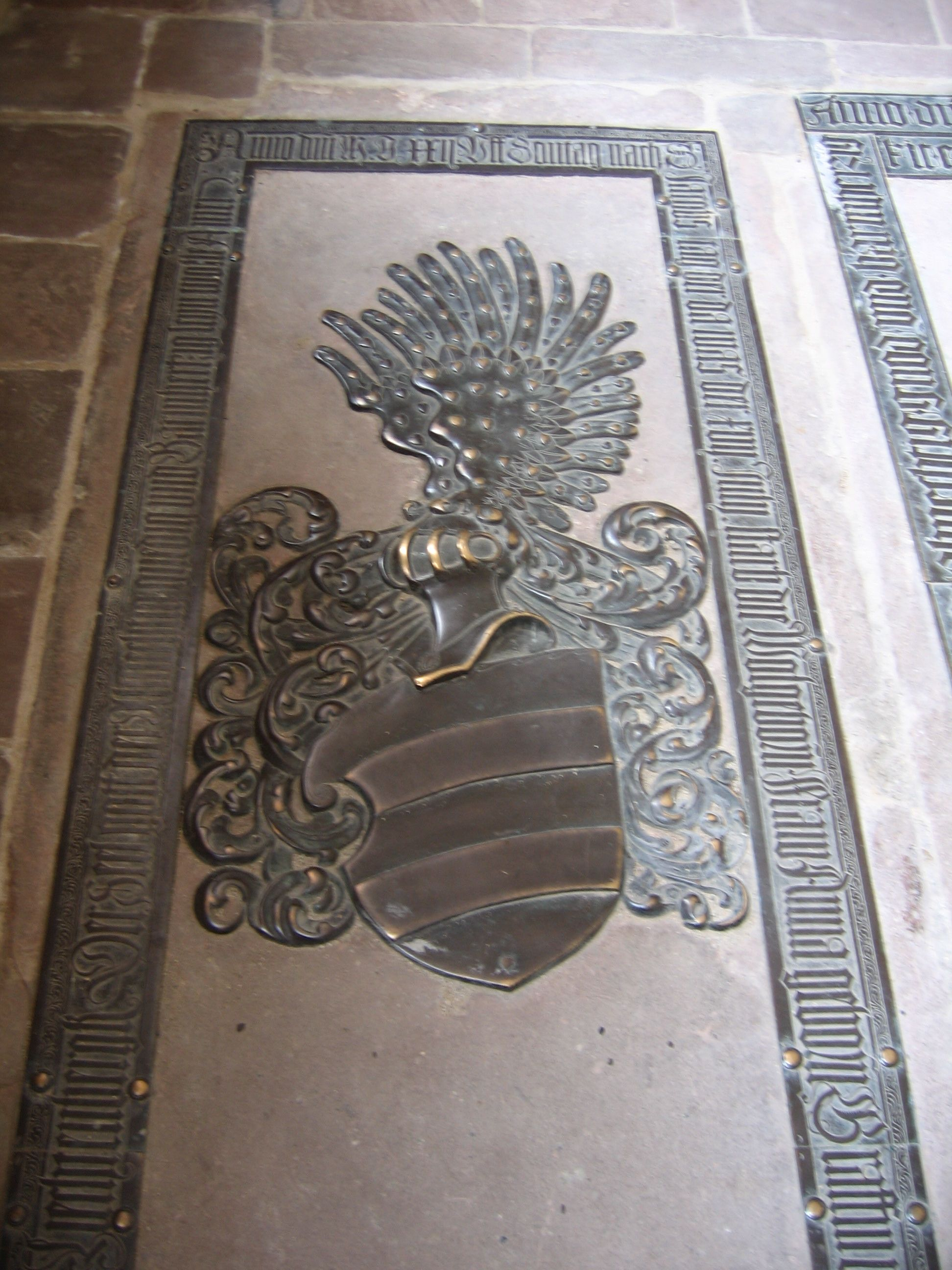
Grabplatte der Anna von Isenburg
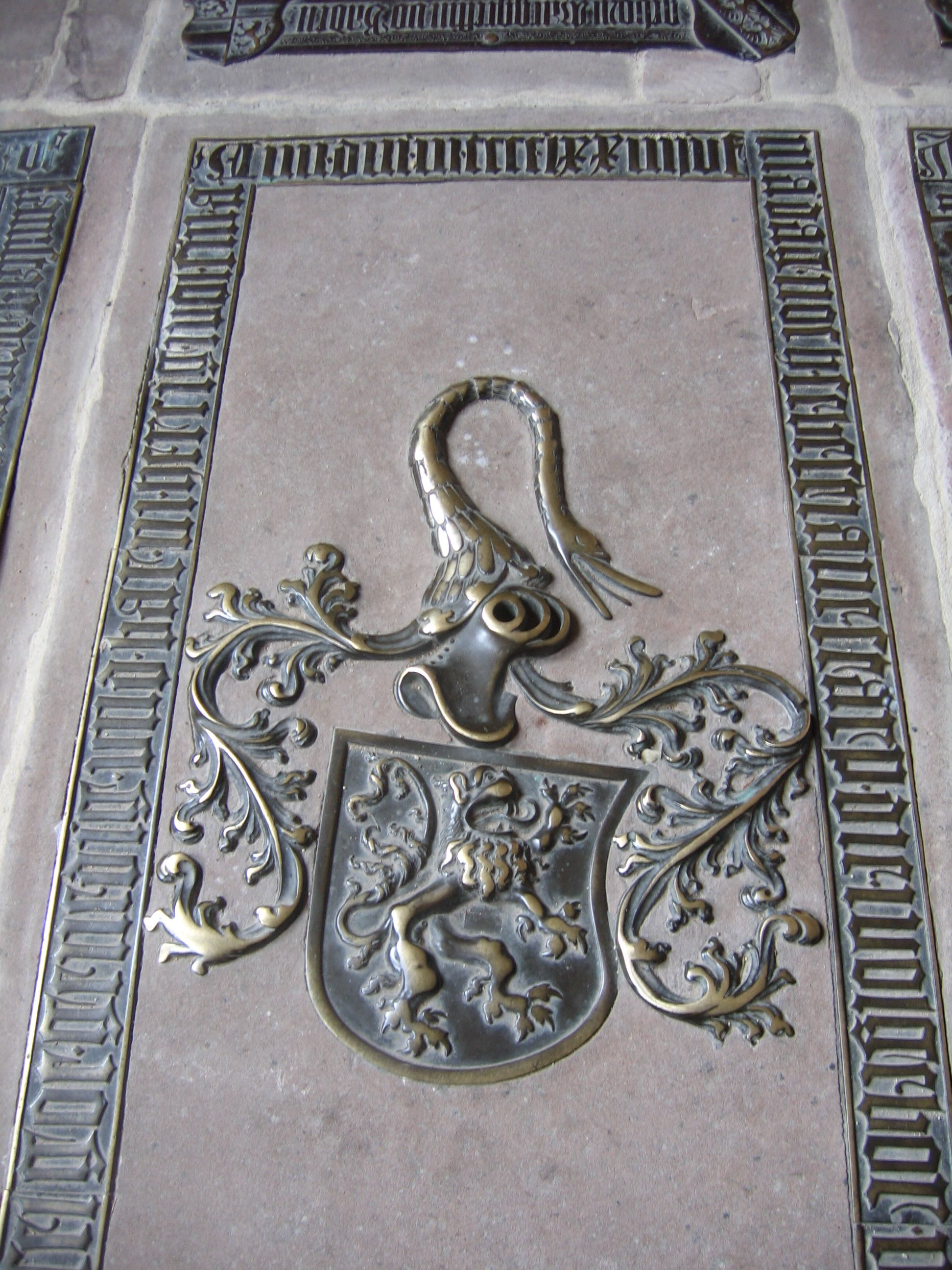
Grabplatte der Anna von Lichtenberg
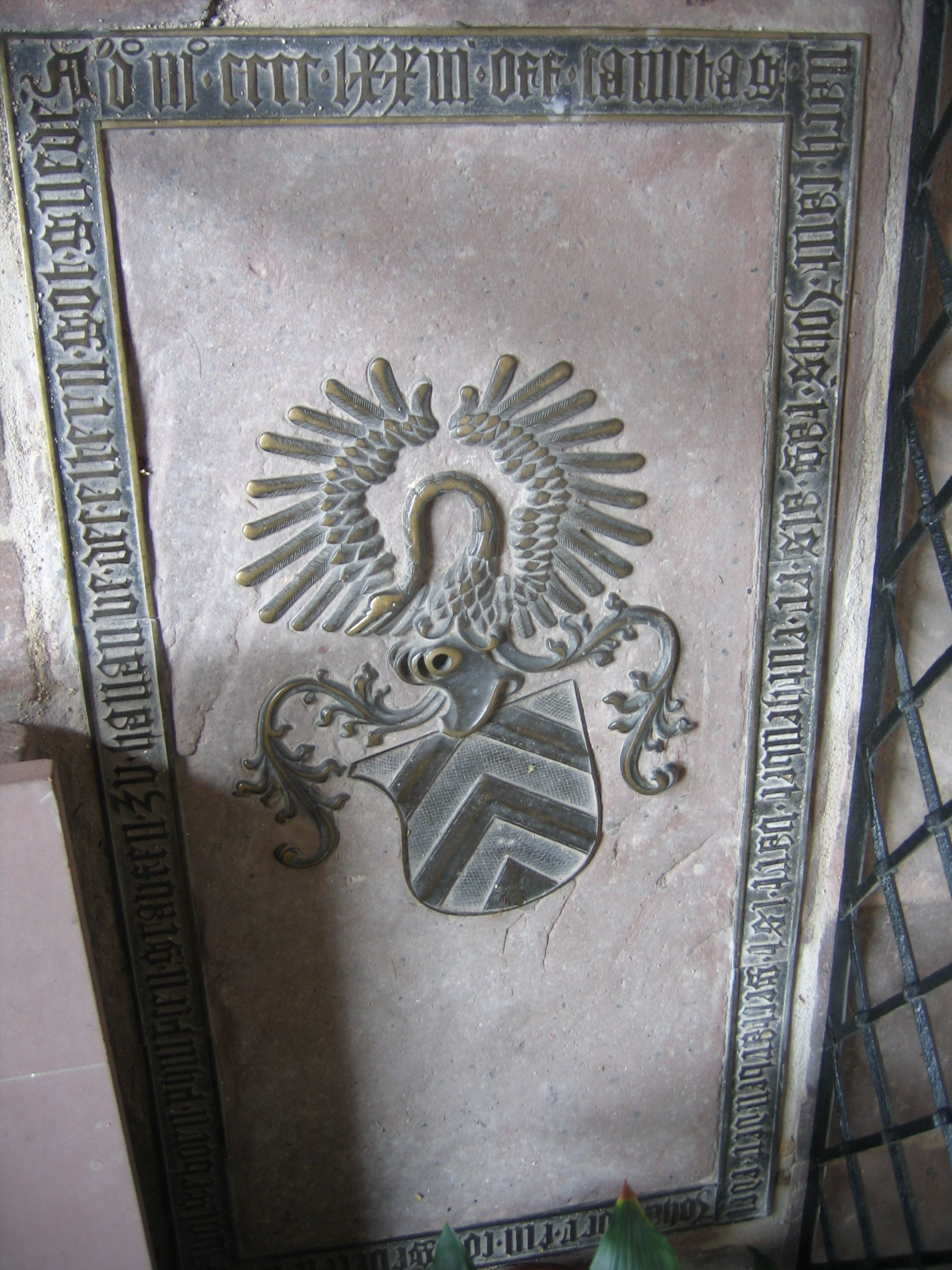
Grabplatte des Johann von Hanau-Lichtenberg
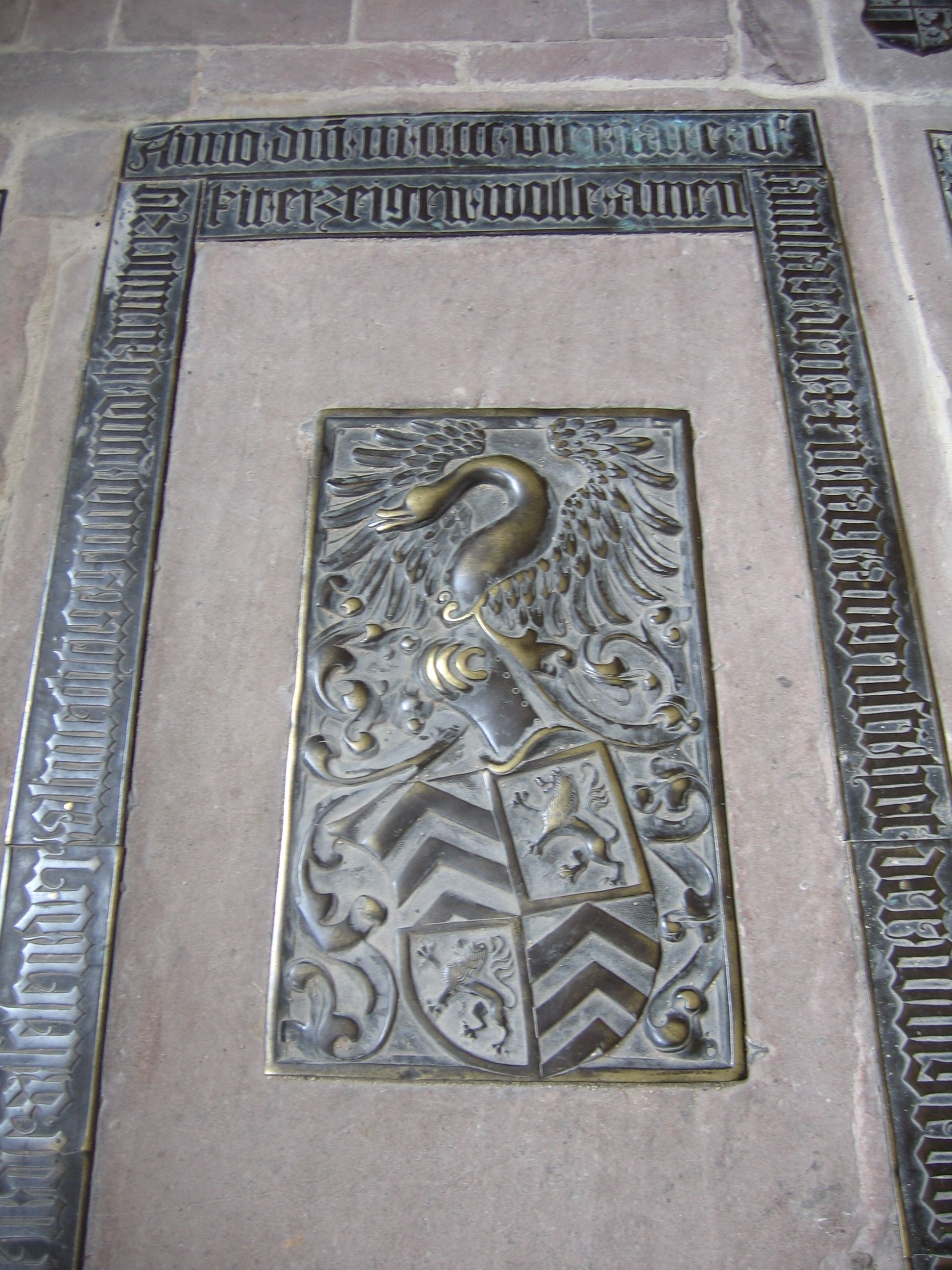
Grabplatte von Philipp II. von Hanau-Lichtenberg
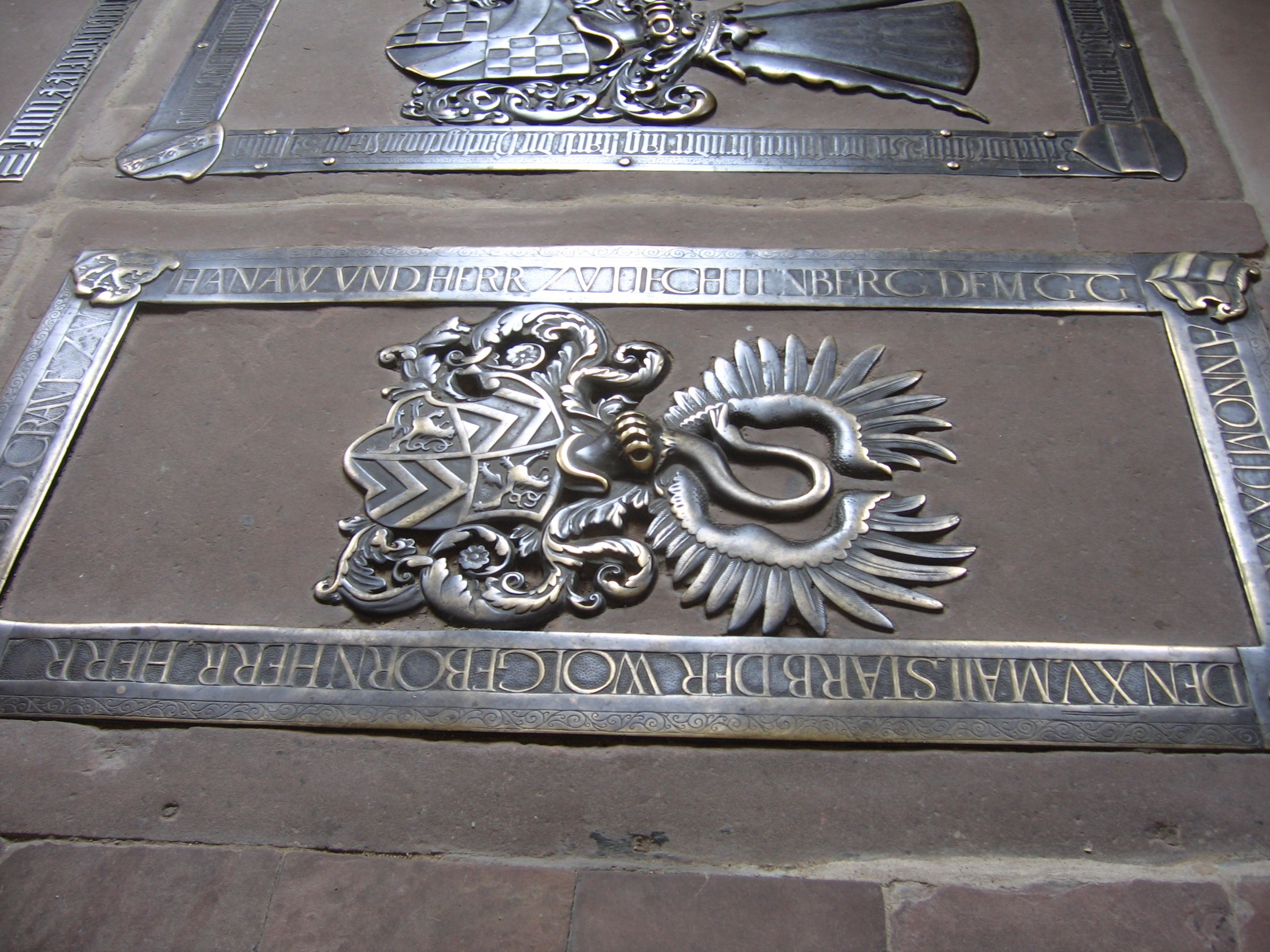
Grabplatte von Philipp III. von Hanau-Lichtenberg
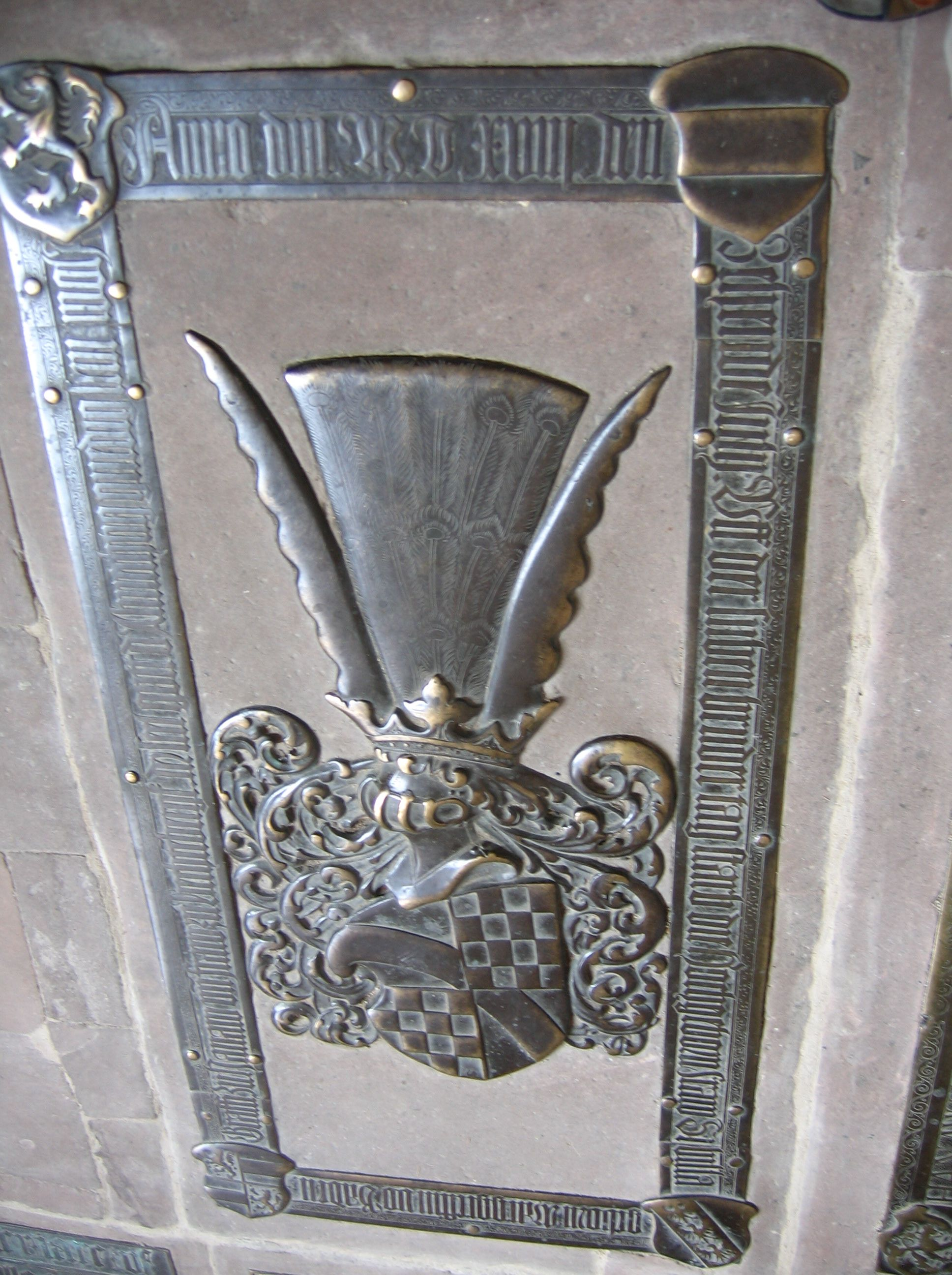
Grabplatte der Sibylle von Baden